# 5708 Melancholia
5708 Melancholia eller 1977 TC1 är en asteroid i huvudbältet som upptäcktes den 12 oktober 1977 av den Schweiziska astronomen Paul Wild vid Observatorium Zimmerwald. Den har fått sitt namn efter det latinska ordet för Melankoli.